# Buddhaghosa
Bhadantācariya Buddhaghosa war ein bedeutender Gelehrter und Kommentator des Theravada-Buddhismus. Er wurde Ende des 4. Jahrhunderts als Sohn eines Brahmanen in der Nähe von Bodhgaya (Indien) geboren. Der Name Buddhaghosa ist Pali und bedeutet „Stimme des Buddha“.
Nachdem Buddhaghosa mit der Lehre des Buddha, dem Dharma, in Kontakt gekommen war, nahm er die dreifache Zuflucht, d. h., er wurde praktizierender Buddhist, und reiste nach Sri Lanka, um dort den Theravada zu studieren. Er übersetzte und verglich die singhalesischen Kommentare des heutigen Pali-Kanons und machte sie dadurch vielen Menschen zugänglich. So entstand der Maha Atthakatha („Großer Kommentar“). Einige weitere Kommentare werden ihm zugeschrieben, darunter ein Kommentar des Vinaya.
Er hielt sich einige Zeit im Kloster Mahavihara („Großes Kloster“) in Anuradhapura auf, das von König Devanampiya Tissa (307–247 v. Chr.) als das erste buddhistisches Kloster auf Sri Lanka gestiftet worden war. Dort wurde zu jener Zeit ein Zweig jenes Bodhi-Baumes aufbewahrt, unter dem der Buddha der Überlieferung gemäß Bodhi (sanskrit für „das Erwachen“) erreicht hatte.
Buddhaghosa’s Hauptwerk ist der Visuddhimagga („Weg der Reinheit“), eine Überarbeitung und Erweiterung des Vimutti-Magga („Weg zur Erlösung“) von Upatissa Thera. Der Visuddhimagga ist eine systematische Zusammenfassung der Praxis des ursprünglichen Buddhismus, so wie sie in den verschiedenen Klöstern seiner Zeit dokumentiert wurde. Der Visuddhimagga ist heute ein Standardwerk des Theravada-Buddhismus.